# Jacob Pitzer Cowan

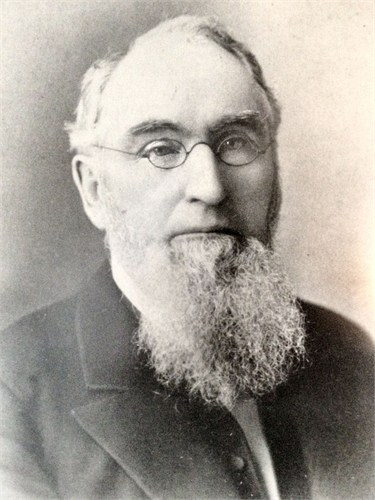
Jacob Pitzer Cowan

Jacob Pitzer Cowan (* 20. März 1823 in Florence, Washington County, Pennsylvania; † 9. Juli 1895 in Ashland, Ohio) war ein US-amerikanischer Politiker. Zwischen 1875 und 1877 vertrat er den Bundesstaat Ohio im US-Repräsentantenhaus.

## Werdegang
Jacob Cowan besuchte die öffentlichen Schulen seiner Heimat. Im Jahr 1835 zog er mit seinen Eltern nach Steubenville in Ohio, wo er bis 1843 Wollprodukte herstellte. Nach einem Medizinstudium und seiner Zulassung als Arzt begann er in Ashland in diesem Beruf zu arbeiten. Im Jahr 1855 verbesserte er seine medizinischen Kenntnisse am Starling Medical College. Gleichzeitig schlug er als Mitglied der Demokratischen Partei eine politische Laufbahn ein. Zwischen 1855 und 1857 saß er als Abgeordneter im Repräsentantenhaus von Ohio.
Bei den Kongresswahlen des Jahres 1874 wurde Cowan im 14. Wahlbezirk von Ohio in das US-Repräsentantenhaus in Washington, D.C. gewählt, wo er am 4. März 1875 die Nachfolge von John Berry antrat. Da er im Jahr 1876 von seiner Partei nicht zur Wiederwahl nominiert wurde, konnte er bis zum 3. März 1877 nur eine Legislaturperiode im Kongress absolvieren. Während dieser Zeit war er Vorsitzender des Milizausschusses.
Nach dem Ende seiner Zeit im US-Repräsentantenhaus praktizierte Jacob Cowan wieder als Arzt in Ashland, wo er am 9. Juli 1895 starb.